# Trójkąt masoński
Trójkąt – w masonerii najmniejsza jednostka organizacyjna. Trójkąt można powołać wówczas, kiedy nie ma możliwości powołania loży, zwłaszcza w oddaleniu od najbliższych lóż. Trójkąt umożliwia masonom, którzy nie mają blisko swego zamieszkania funkcjonującej loży, utrzymywania stosunków, rozwijanie więzi solidarności i pomocy wzajemnej. Trójkąt jest jednostką przejściową i jest powoływany z myślą o założeniu loży, na co jest określony czas (3 lata). Do jego powołania potrzeba przynajmniej 3 wolnomularzy, w tym przynajmniej jednego w stopniu mistrza. Trójkąt powinien działać na rzecz powołania loży, lecz nie ma prawa wtajemniczać do zakonu wolnomularskiego.